# Werner Emmanuel Bachmann
Werner Emmanuel Bachmann (* 13. November 1901 in Detroit, Michigan; † 22. März 1951) war ein US-amerikanischer Chemiker.

## Leben und Wirken
Als Sohn eines Schweizer Einwanderers ging Bachmann in Detroit zur Western Technical High School. Nach zwei Jahren an der Detroit Junior College studierte er an der University of Michigan Chemical Engineering (Chemieingenieurwesen). 1923 erhielt er den Bachelor of Science. Einer seiner Professoren in Ann Arbor war Moses Gomberg. 1924 bekam er den Master of Science. Im selben Jahr entwickelte er zusammen mit Gomberg eine radikalische Substitution die bei Aromaten zu Biphenylen führt, die Gomberg-Bachmann-Reaktion.
Kurze Zeit arbeitete Bachmann für die Allied Chemical & Dye Company (heute Honeywell International). 1926 wurde er zum Ph.D. promoviert. Ein Jahr später heiratete Bachmann Marie Knaphurst aus Chicago, mit der er zwei Kinder (Joan Marie und Roger Werner) hatte. 1928 ging er nach Zürich und arbeitete bei Paul Karrer an der Chemie des Lycopin. 1929 ging er zurück nach Michigan und wurde dort Assistant Professor. 1931 wurde er in gleicher Funktion an die University of Illinois berufen. 1933 erhielt er den Henry Russel Award der University of Michigan. Zum Associate Professor wurde Bachmann 1935 befördert. Im gleichen Jahr ging er nach Europa und arbeitete bei James Wilfred Cook am Royal Cancer Hospital in London und bei Heinrich Otto Wieland in München. Ein Jahr später ging er wieder zurück nach Michigan, wo er 1939 zum Professor für Chemie berufen wurde. 1941 wurde er Mitglied der National Academy of Sciences. Während des Zweiten Weltkriegs arbeitete er an einer verbesserten Synthese für den Hochbrisanzsprengstoff Hexogen (RDX), die heute als Bachmann-Verfahren bezeichnet wird. Für seine Arbeiten an der Synthese erhielt er 1945 den Naval Ordnance Award und 1948 das Presidential Certificate of Merit sowie von der britischen Regierung die King's Medal.
Er führte 1939 die erste Totalsynthese eines Steroidhormons aus, des Equilenin (Pferde-Estrogen).
Bachmann war Editor der Fachzeitschriften Journal of the American Chemical Society (JACS), Journal of Organic Chemistry, Organic Reactions und Organic Syntheses. Er selbst war Autor beziehungsweise Co-Autor von über 150 Publikationen.
Am 22. März 1951 starb Bachmann an Herzversagen.